# S.O.S. (singel Kasi Cerekwickiej)
S.O.S – pierwszy singiel promujący płytę Pokój 203. Autorką tekstu i wykonawczynią była Kasia Cerekwicka.

## Notowania
| Lista                   | Pozycja |
| ----------------------- | ------- |
| POPLista RMF FM         | 1       |
| Gorąca 20. - Radio Eska | 1       |
| MTV Maxxx Hits          | 1       |
| VIVA Chart Surfer       | 1       |